# 約翰娜·白施泰納
创建“约翰娜·白施泰納 （德語：Johanna Beisteiner，1976年2月20日—, 奥地利 吉他手。
她學習维也纳音乐与表演艺术大学.她是一位國際知名的獨奏家。她曾與著名的管弦樂隊合作過, 例如 布達佩斯交響樂團,馬耳他愛樂樂團,索契交響樂團。

## 獎項
- 2008年：水晶獎杯，200年康科迪亞劇院，蒙特卡斯泰洛-迪维比奥，意大利[1]
- 2008年：名譽會員，Schloss Hohenschönhausen協會，柏林
- 2016年：康科迪亞劇院獎，蒙特卡斯泰洛-迪维比奥，意大利[2]

## 唱片
- 2001年: Dance Fantasy
- 2002年: Salon
- 2004年: Between present and past
- 2007年: Virtuosi italiani della chitarra romantica
- 2010年: Live in Budapest
- 2012年: Austrian Rhapsody
- 2016年: Don Quijote